# Miriam Höller

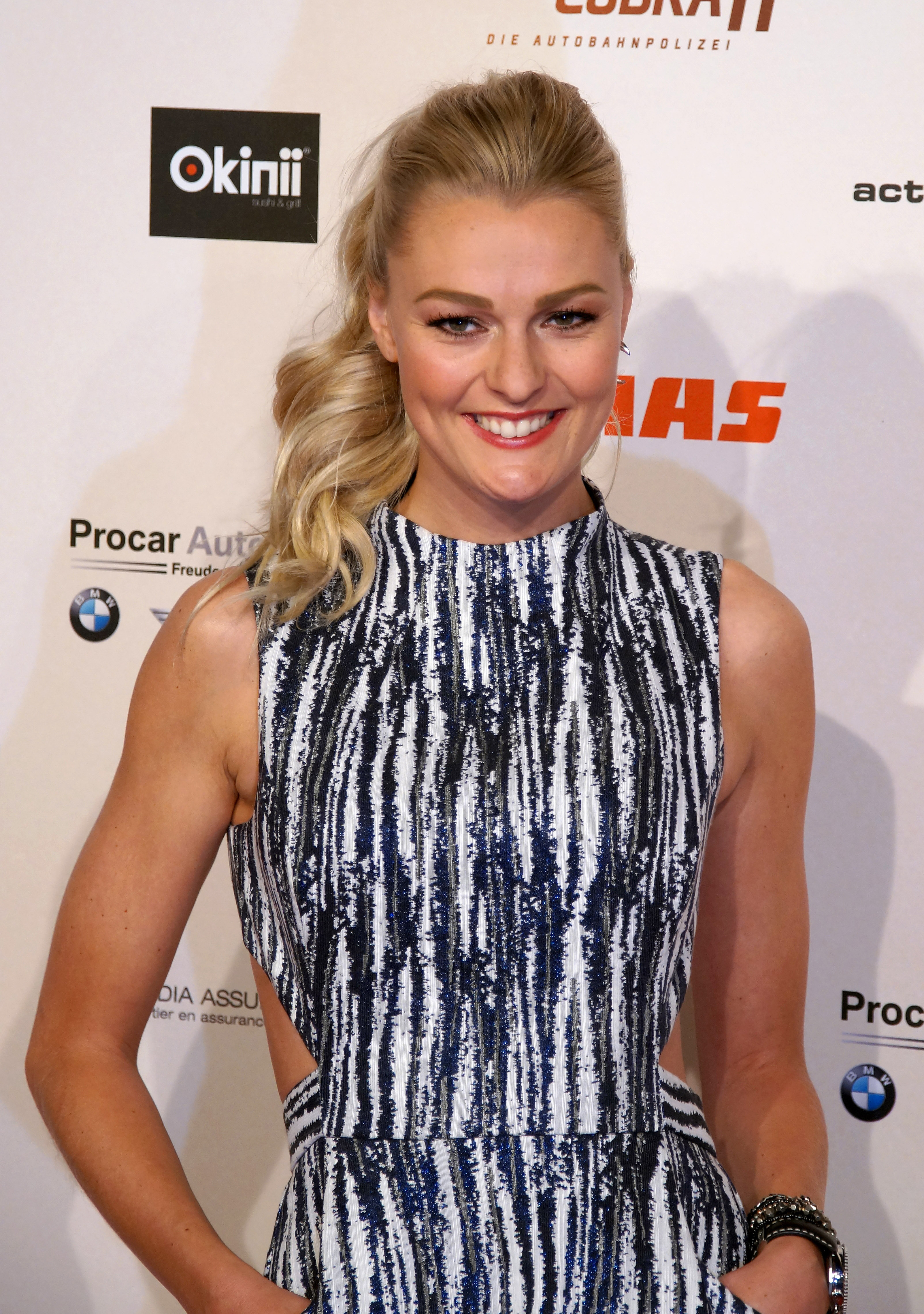
Miriam Höller (2016)

Miriam Höller (* 27. Juni 1987 in Mülheim an der Ruhr) ist eine ehemalige deutsche Stuntfrau und Moderatorin.

## Leben und Karriere
Nach ihrem Realschulabschluss schloss Höller 2006 ihre Ausbildung zur Sport- und Fitnesskauffrau ab. Parallel dazu ließ sie sich im Schauspiel-, Tanz- und Stuntbereich an Privatschulen ausbilden. Sie erwarb unter anderem internationale Lizenzen im Fallschirmspringen, AOWD-Tauchen und Motorsport. Es folgte ein ehrenamtliches Auslandsjahr in Florida und auf der Karibikinsel Curaçao, wo sie geistig und körperlich beeinträchtigte Kinder bei der Delfintherapie betreute.
Zurück in der Heimat spielte Höller von 2007 bis 2009 die Hauptrolle in einer Stuntshow im Movie Park Germany. Sie drehte in diesen Jahren Action- und Stuntszenen in Spielfilmen, Fernsehserien und Dokumentationen. Durch Buchungen als Model für Werbekampagnen im Action- und Stuntbereich wurde ihre eigene Idee der Marke Actionmodel geboren.
2010 war Höller Kandidatin in der ProSieben-Sendung Germany’s Next Topmodel. Sie war das Kampagnengesicht des Sportartikelherstellers Reebok und Covergirl des Playboy im September 2010. Im gleichen Jahr gewann sie zusammen mit Ilka Semmler das Synchronspringen beim TV total Turmspringen. Beim Life Ball 2012 lief sie als Engel mit in Brand gesetzten Flügeln über den Laufsteg.
Seit 2013 vertritt Höller für das Textilunternehmen Ernsting’s family und den Deutschen Olympischen Sportbund als Botschafterin die deutsche Sportabzeichentour, um Kinder und Erwachsene für mehr Sport zu motivieren.
Höller ist als Moderatorin von Sendungen wie Motorvision TV: On Tour und der Doku-Reihe Nordschleife – Touristen in der Grünen Hölle bei Sky Deutschland tätig. Seit Ende 2013 unterstützt sie zudem das Team von Grip auf RTL II und testet hier neue Autos. 2015 gewann sie die erste Ausgabe vom RTL Nitro Autoquartett.
Höllers eigenes 24-köpfiges Stuntteam, das sie im Frühjahr 2015 gründete, besteht aus Stuntleuten, Pyrotechnikern, BASE-Jumpern, Motocross-Freestylern, Driftfahrern, Sicherungstechnikern sowie Stunt-Kameraleuten und -fotografen, die Stunts für eigene Filmproduktionen, für Film und Fernsehen und für Stuntworkshops und -shows anbieten.
Im Juli 2016 brach sie sich bei einem Mini-Stunt bei einem Sprung mit Stöckelschuhen aus ca. 1 Meter Höhe beide Füße und musste aufgrund der bleibenden Schäden ihre Tätigkeit als Stuntfrau aufgeben.
2018 nahm Höller an der zweiten Staffel der Spielshow Global Gladiators teil.
Im Herbst 2018 spielte Höller die Hauptfigur Myra Moon Mistress der „Horrornights-Traumatica“-Show im Europapark.

## Privates
Höller war ab 2010 mit dem österreichischen Kunstflugpiloten und Red-Bull-Air-Race-Weltmeister Hannes Arch liiert, der am 8. September 2016 mit seinem Helikopter abstürzte und dabei ums Leben kam. Im Januar 2025 machte sie die Beziehung zu Roland Trettl öffentlich.

## Filmografie

### Fernsehfilme
- Alarm für Cobra 11 – Die Autobahnpolizei
  - 2012: Die Nervensäge
  - 2016: Liebesgrüße aus Moskau

### Fernsehauftritte
- TV total
  - 22. April 2010
  - 29. November 2010
- Shopping Queen
  - 15. Juli 2018
- Global Gladiators
  - 2. Staffel 2018
- RTL Ninja Warrior Germany Promi-Special
  - 23. November 2018
- Die ProSieben Wintergames
  - 14. und 15. Dezember 2018, Gesamtsiegerin im Team mit Joey Kelly
- Buchstaben Battle
  - 13. Dezember 2021